# Georges J.F. Köhler
Georges Jean Franz Köhler (München, 17 maart 1946 – Freiburg im Breisgau, 1 maart 1995) was een Duits bioloog. Samen met César Milstein en Niels Kaj Jerne won hij in 1984 de Nobelprijs voor Fysiologie of Geneeskunde voor onderzoek aan het immuunsysteem en de productie van monoklonale antistoffen. 

## Biografie
Köhler genoot zijn wetenschappelijke opleiding aan de Universiteit van Freiburg waar hij in 1974 promoveerde in de biologie. Aansluitend ging hij naar Cambridge om als postdoctoraal student onderzoek te doen onder César Milstein en waar ze samen de hybridomatechniek ontwikkelden. Met deze techniek lieten ze een antilichaam producerende B-cel fuseren met een ontspoorde myeloomcel. Deze samengesmolten cellen (hybridomacellen) waren nu in staat antilichamen te maken van een specifieke soort, namelijk die van de oorspronkelijk B-cel.
Deze techniek was essentieel om identieke (monoklonale) antilichamen te produceren waarbij slechts één kloon van plasmacellen tot de productie van antistoffen wordt aangezet. Hun doorbraak wordt beschouwd als een van de belangrijkste technieken binnen de biotechnologie en leidde tot een snelle ontwikkeling van verscheidene medicijnen voor de behandeling van onder andere kanker, leukemie en aids. Een deel van dit onderzoek voerde hij uit aan het Basel Institut für Immunologie.
In 1984 werd Köhler directeur van het Max Planck Institute for Immunobiology, waar hij tot zijn dood bleef werken. Hij stierf aan de gevolgen van een longontsteking.